# Kecamatan Sukajaya
Kecamatan Sukajaya (indonesiska: Sukajaya) är ett distrikt i Indonesien.   Det ligger i provinsen Aceh, i den västra delen av landet, 1 800 km nordväst om huvudstaden Jakarta. Kecamatan Sukajaya ligger på ön Pulau We.